# Острова Кука на летних Олимпийских играх 1992
Острова Кука принимали участие в Летних Олимпийских играх 1992 года в Барселоне (Испания) во второй раз за свою историю, но не завоевали ни одной медали. Страну представляли один легкоатлет и один тяжелоатлет.

## Лёгкая атлетика
Спортсменов — 1
Мужчины
| Спортсмен   | Вид  | Забег     | Забег | Полуфинал | Полуфинал | Четвертьфинал | Четвертьфинал | Финал     | Финал     |
| Спортсмен   | Вид  | Результат | Место | Результат | Место     | Результат     | Место         | Результат | Место     |
| ----------- | ---- | --------- | ----- | --------- | --------- | ------------- | ------------- | --------- | --------- |
| Марк Шервин | 100м | 11,53     | 8     | Не прошёл | Не прошёл | Не прошёл     | Не прошёл     | Не прошёл | Не прошёл |

## Тяжёлая атлетика
Спортсменов — 1
| Спортсмен           | Категория | Масса | Рывок | Рывок | Рывок | Толчок | Толчок | Толчок | Всего | Место |
| Спортсмен           | Категория | Масса | 1     | 2     | 3     | 1      | 2      | 3      | Всего | Место |
| ------------------- | --------- | ----- | ----- | ----- | ----- | ------ | ------ | ------ | ----- | ----- |
| Самуэль Нунуку Пера | 100 кг    | 92,60 | 105   | 105   | 105   | -      | -      | -      | 0     | -     |